# Хирси Али, Айаан
Айа́ан Хи́рси А́ли (англ. Ayaan Hirsi Ali, произносится нидерл. МФА: [aːˈjaːn ˈɦiːrsi ˈaːli]о файле; 13 ноября 1969, Могадишо, Сомали), урождённая Айаан Хирси Маган Иссе Гулеид Али Вайяс Мухаммед Али Умар Осман Махамуд — сомалийская писательница голландско-американского происхождения. Общественная деятельница и активистка и бывший политик. Известна благодаря своим критическим взглядам на ислам, выступает в защиту прав женщин и христианства.
Хирси Али является дочерью сомалийского политика и оппозиционного лидера Хирси Маган Иссе. Семья Али мигрировала из Сомали в 1977 году в Саудовскую Аравию, затем в Эфиопию, а после поселилась в Кении. В 1992 году после процедуры запроса Хирси Али получила политическое убежище в Нидерландах. После дипломной работы она опубликовала статью, раскрывающую её политические взгляды, выступила в поддержку прав женщин-мусульманок, став атеисткой. В 2003 году была избрана членом палаты Представителей (нижняя палата парламента Нидерландов), представляя интересы Народной партии за свободу и демократию (VVD). Политический кризис, связанный с обоснованием её нидерландского гражданства, привел к отставке в 2006 году, как и косвенно к отставке всего второго кабинета Балкененде.
В 2005 году Хирси вошла в список 100 самых влиятельных людей мира по версии журнала Time. Кроме того, она получила несколько наград, в том числе награду за свободу слова датской газеты Jyllands-Posten, демократическую премию Шведской либеральной партии, премию «Мужество» за приверженность к разрешению конфликтов, этику и мировое гражданство. Хирси Али опубликовала две автобиографии, одну в 2006, другую в 2010 году.
Хирси эмигрировала в США, где она была членом Американского института предпринимательства. Она является основательницей организации по борьбе за права женщин «AHA Foundation». В 2013 году она стала натурализованной гражданкой США, и в этом же году стала сотрудницей Гарвардского института государственного управления им. Джона Ф. Кеннеди и членом Проекта дипломатии будущего Белферского центра.

## Биография
Айаан Хирси Маган (имя при рождении) родилась в 1969 году в Могадишо, Сомали. Её отец Хирси Маган Иссе был видным членом Демократического фронта спасения Сомали и ведущей фигурой в Сомалийской революции. Вскоре после её рождения отец был заключён в тюрьму из-за оппозиционного отношения к правительству Сиада Барре.
Отец Хирси Али получил образование за рубежом и был настроен против женского обрезания. Но, в то время как он был заключен в тюрьму, бабушка Хирси Али выполняет традиционную процедуру обрезания на пятилетней внучке.
После того, как её отец бежал из тюрьмы, они перебираются в Саудовскую Аравию, а затем в Эфиопию, прежде чем поселиться в Найроби, Кения, в 1980 году. Там отец Айаан организовал комфортные условия для проживания. Хирси Али закончила англоязычную среднюю школу для девочек-мусульманок. К тому времени, как она достигла подросткового возраста, Саудовская Аравия начала финансировать религиозное образование во многих странах, пропагандируя характерное для этой страны видение ислама, которое стало популярным среди многих мусульман. Харизматичная религиозная учительница, обучающая под этой эгидой, присоединилась к школе Хирси Али. Она вдохновила Айаан, а также некоторых её сокурсниц, принять официальный в Саудовской Аравии ваххабизм, отличный от более мягкой версии Ислама, действующей в Сомали и Кении. Позже, Хирси Али заявила, что она долгое время была под впечатлением от Корана и жила «по книге, за книгу» на протяжении всего своего детства.
Она сочувствовала взглядам исламистских Братьев-мусульман и носила хиджаб вместе с школьной формой. Данное сочетание одежды, религиозной и повседневной, стало довольно-таки распространённым среди некоторых молодых женщин-мусульманок в Кении. В то время она была согласна с фетвой, провозглашённой против британского писателя Салмана Рушди в ответ на изображение пророка Мухаммеда в романе «Сатанинские стихи». После окончания школы Хирси Али посещала секретарский курс в колледже Вэли по подготовке секретарей в Найроби в течение одного года. В юном возрасте она увлекалась чтением приключенческих рассказов на английском языке, таких как, к примеру, Нэнси Дрю, с современными архетипичными героинями, которые раздвигали границы общества.

### Эмиграция в Нидерланды
Хирси Али эмигрировала в Нидерланды в 1992 году. По некоторым данным, она бежала от устроенного её отцом брака с незнакомцем из Канады сомалийского происхождения, который приехал к родственникам в Кению. После краткой остановки в Германии она отправилась в Нидерланды, а не в Канаду, как предполагалось изначально. Оказавшись там, Хирси Али попросила политического убежища по совету тёти, заявив, что прибыла из Сомали, и получила вид на жительство. Она использовала фамилию дедушки по отцовской линии, тем самым получив известность на западе как Айаан Хирси Али. Ей потребовалось три недели, чтобы получить убежище в Нидерландах, хотя для заявителей характерно восьмимесячное ожидание для принятия решения.
Сначала ей пришлось сменить несколько профессий. Она успела поработать уборщицей и сортировщицей корреспонденции на почте.. После она работала переводчицей в Роттердамском центре для беженцев, что, как рассказал в 2007 году один из её друзей в интервью газете The Observer, дало ей огромный опыт.
Как заядлая читательница, в Нидерландах она нашла новые книги и способы мышления, что расширило её воображение и в то же время напугало её. Работа Зигмунда Фрейда дала своеобразную альтернативу моральной системе, не основанной на религии. В то время она прошла курсы нидерландского и годовой курс социального работника в Институте социальной работы Де Хорст в Дрибергене. Она говорила, что была поражена тем, как хорошо, казалось, функционировало нидерландское общество. Чтобы лучше понять его развитие, она прошла обучение в Лейденском университете, получив степень магистра в области политических наук в 2000 году.
В период с 1995 по 2001 годы она работала независимой сомали-нидерландской переводчицей, чаще всего с сомалийскими женщинами в центрах для беженцев, общежитиях для женщин, подвергшихся насилию, и в Нидерландской службе иммиграции и натурализации (СИН, нидерл.  Immigratie en Naturalisatiedienst). Во время работы в СИН она стала критически относиться к тому, что занималась обработкой лиц, ищущих убежища, так как высокообразованные кандидаты имели несравненное преимущество. В результате полученного образования и опыта Хирси Али говорит на шести языках: английский, сомали, арабский, суахили, амхарский и нидерландский.

### Политическая карьера
После получения диплома о высшем образовании, Хирси Али стала сотрудницей Wiardi Beckman Foundation, научного института, связанного с левоцентристской Партией труда. Профессор Лейденского университета Рууд Кул был распорядителем партии.
Она разочаровалась в исламе и была шокирована терактом, организованного мусульманами 11 сентября 2001 года в США. После просмотра видеозаписей Усамы бен Ладена со ссылкой на «слова оправдания» в Коране для совершения атак она писала: «Я взяла Коран и хадисы, чтобы проверить сказанное. Я ненавидела это делать, потому что знала, что нашла бы цитаты бен Ладена там». В течение переходного периода она стала рассматривать Коран как источник с относительными историческими данными, или как «просто ещё одну книгу».
После прочтения Атеистического манифеста лейденского философа Германа Филипса она приняла окончательное решение отказаться от религии. Хирси Али стала атеисткой в 2002 году и приступила к разработке критики ислама и исламской культуры, опубликовала статьи по указанным темам, выступала на телевидении и на общественных форумах. Она высказала свои идеи в книге под названием «Фабрика сыновей»(нидерл. De Zoontjesfabriek , 2002). В этот период она начала получать первые угрозы убийством.
В ноябре 2002 года после разногласий с Партией труда, касающихся того, что её членство предполагает наличие определённых мер безопасности, она обратилась за советом к Франциске Дресселхайс, редактору феминистического журнала Opzij, о том, как получить государственное финансирование, по сути, на политическую защиту.
Дресселхайс представила Хирси Али Герриту Залму, парламентскому лидеру правоцентристской Народной партии за свободу и демократию, и члену партии Нели Крус, на тот момент еврокомиссару по вопросам конкуренции. По их рекомендациям Хирси Али перешла в Народную партию и баллотировалась в парламент. В период с ноября 2002 по январь 2003 года жила за границей на заработную плату в качестве помощника партии.
В 2003 году Хирси Али стала видной кандидаткой в парламентской избирательной кампании. Она заявляла, что государственная власть на фоне всеобщего благосостояния не замечает нарушений прав мусульманских женщин и девочек, их социальные нужды, способствуя изоляции и угнетению. По результатам выборов она получила место в парламенте.
Во время последующей работы Хирси Али продолжила критические замечания в сторону ислама, вызвав многочисленные споры. В интервью нидерландской газете Trouw она указала, что по западным меркам пророк Мухаммед (жене пророка Аише на момент начала брачной жизни было 9-10 лет) должен рассматриваться как педофил. Жалоба о дискриминации на религиозной почве была подана против неё 24 апреля 2003 года со стороны мусульман, которые имели возражения против её высказываний. Прокуратура решила не заводить дело, так как критика Хирси Али «не предполагает никаких выводов о мусульманах и их ценность как группы не отрицает».

### Совместный фильм с Тео ван Гогом
Работая с писателем и режиссёром Тео ван Гогом, Хирси Али написала сценарий и является закадровым голосом в «Покорности», небольшом фильме 2004 года, в котором подвергается критике обращение с женщинами в мусульманском обществе. Фильм представляет собой сочетание отрывков из Корана и сцен изображения женщин-мусульманок, страдающих от плохого обращения. Обнажённая актриса, одетая в полупрозрачную паранджу, демонстрирует тексты из Корана, написанные на её коже. Эти тексты являются одними из тех, что оправдывают подчинённое положение мусульманских женщин. Показ фильма вызвал возмущение среди нидерландских мусульман. Мохаммед Буйери, 26-летний нидерландско-марокканский исламист и предполагаемый член мусульманской террористической организации Hofstad Group, убил ван Гога на улице Амстердама 2 ноября 2004 года. Буйери сделал восемь выстрелов, сначала издалека, а затем с близкого расстояния, когда режиссёр лежал раненый на земле. Ван Гог был уже мёртв, когда Буйери перерезал ему горло большим ножом в попытке обезглавить. После небольшим ножом закрепил на теле письмо, прежде всего угрожая расправой Хирси Али. Нидерландская служба безопасности немедленно подняла уровень защищённости, который оказывала до этого момента. На похоронах мать ван Гога призвала Айаан продолжать их совместную работу.
В 2004 году группа The Hague Connection подготовила рэп «Хирси Али Дис» и распространила его в интернете. Текст песни представляет собой угрозу насилием, направленную на Хирси Али. Рэперы были привлечены к ответственности в соответствии со статьёй 121 Уголовного кодекса Нидерландов в связи с препятствием политической работе Хирси Али. В 2005 году они приговорены к общественным работам и условным срокам.
Хирси Али пришлось скрываться, опираясь на службу безопасности, которая перемещала её между несколькими населёнными пунктами в Нидерландах. На несколько месяцев она была перевезена в США. 18 января 2005 года она вернулась в парламент, а спустя месяц открыла место пребывания, где она проживала вместе с коллегой Гертом Вилдерсом. Она потребовала нормального, защищённого жилья, которое было предоставлено спустя неделю.
В январе 2006 года Хирси Али была объявлена «Европейцем года» по версии американского журнала Reader’s Digest. В своём выступлении она настоятельно призывала к тому, чтобы препятствовать созданию Ираном ядерного оружия. Она также заявила, что Махмуд Ахмадинежад должен принять во внимание её слова по организации конференции по расследованию объективных доказательств Холокоста, отметив, что эта тема не изучается на Ближнем Востоке. Она сказала: «Прежде чем приехать в Европу, я никогда не слышала о Холокосте. Как и в случае с миллионами людей на Ближнем Востоке. Данная конференция должна убедить многих людей перестать отрицать геноцид евреев». Она также добавила, что некоторые из описанных так называемых «западных ценностей» свободы и справедливости являются универсальными. Но она думала, что Европа делает намного больше, чем большинство районов мира в плане обеспечения справедливости, так как гарантируемые свобода мысли и слова необходимы для критического самоанализа. Хирси Али отметила, что общины не могут реформироваться, если «невозможно скрупулёзное изучение всех прошлых и настоящих учений».
В марте 2006 года она была в числе тех, кто подписали письмо под названием «Манифест: вместе перед лицом нового тоталитаризма». Среди двенадцати подписавшихся был и писатель Салман Рушди, в отношении которого была написана осуждающая фетва, поддержанная Хирси Али в подростковом возрасте. Письмо было опубликовано для поддержания свободы печати и мнений в ответ на протесты в исламском мире вокруг карикатурного скандала в Дании.
27 апреля 2006 года по постановлению судьи Хирси Али пришлось съехать из безопасного дома на засекреченный адрес в Нидерландах. Это было связано с тем, что соседи жаловались на неоправданный риск, который создавался в случае её пребывания, несмотря на уверения полиции, что это одно из самых безопасных мест в стране в плане обеспечения персональной политической безопасности. В интервью, данном в начале 2007 года, Хирси Али отметила, что государство Нидерландов потратило около 3,5 млн евро для её защиты, что существовала некая угроза окружающим её людям, но она считает, что важно находить путь для выражения своих мыслей. Соболезнуя по поводу смерти Тео ван Гога, она сказала, что гордится их совместной работой.
Хирси Али планировала снять фильм «Покорность-2», посвящённый терактам исламистов в европейских странах. Она заявляла, что если фильм снят не будет, «террористы будут и дальше верить, что смогут добиться цели путём насилия». По её словам, её не остановит даже угроза её жизни.
Частный целевой фонд по защите свободы слова был создан в 2007 году в Нидерландах для помощи Айаан Хирси Али и другим мусульманским диссидентам.

### Полемика вокруг нидерландского гражданства
В мае 2006 года телепрограмма Zembla сообщила, что Хирси Али дала ложную информацию о своём имени, возрасте и стране проживания, когда первоначально обращалась за предоставлением убежища. В своём ходатайстве она утверждала, что бежит от принудительного брака, но в интервью с семьёй Айаан, освещённом Zembla, подобный факт отрицался. В программе утверждалось, что, вопреки всем утверждениям Хирси Али о побеге из зоны военных действий в Сомали, она комфортно и в безопасности проживала с семьёй на условиях высшего звена среднего класса в Кении как минимум на протяжении 12 лет, прежде чем получила статус беженца в Нидерландах в 1992 году.
Хирси Али призналась, что она лгала о своём полном имени, дате рождения и о том, каким образом она прибыла в Нидерланды, но при этом доказывала, что пыталась бежать от принудительного брака. Она отметила, что при издании своей первой книги «Завод сыновей» она указала свои реальные имя и дату рождения. Она также заявляла о них в сентябрьском интервью 2002 года, опубликованном в общественно-политическом журнале HP/De Tijd, и в интервью VARA gids в этом же году. Некоторые сторонники приняли эти заявления, так как эти факты уже были достоянием общественности. Хирси Али утверждала в автобиографии 2006 года, что она сделала полное раскрытие информации по данному вопросу как чиновник Народной партии при наличии приглашения баллотироваться в парламент в 2002 году.
Она призналась, что лгала в своём заявлении о предоставлении политического убежища, чтобы повысить свои шансы остаться в Нидерландах. Хирси Али сообщает, что она опустила некоторую информацию, например, о том, что она и её семья в течение многих лет жили за пределами страны. Она сказала, что вернулась в Сомали, чтобы спасти некоторых членов её семьи из лагерей беженцев, а лишь потом попросила политического убежища. Этот вопрос поставил под сомнение другие элементы её биографии, которые не имеют документальных или косвенных доказательств.
Также неизвестно, на каком основании она получила политическое убежище. Касательно вопроса о её имени, она подала ходатайство о предоставлении убежища под фамилией своего деда; позже она заявляла, что это было сделано для того, чтобы избежать мести со стороны клана. В более позднем парламентском расследовании иммиграции Хирси Али был подключён нидерландский закон по регулированию имён. Заявитель может законно использовать фамилию, полученную от какого бы то ни было далёкого поколения, в том числе и от бабушки или дедушки. Поэтому данный аспект из биографии Хирси Али является законным в Нидерландах.
15 мая 2006 года после выхода в эфир документального фильма Zembla, в новостях появились сведения, что Хирси Али, вероятно, собирается переехать в США к сентябрю. Она, как сообщалось, собиралась написать книгу «Короткий путь к достижению Просвещения» и работать в консервативном аналитическом центре Американского института предпринимательства.
16 мая 2006 года Хирси Али покинула парламент после признания о том, что она лгала в своём заявлении о предоставлении убежища. После ухода она дала пресс-конференцию, что она хотя и чувствовала, что получать убежище по ложным сведениям неправильно, но данные факты были известны в СМИ с 2002 года и по одной из её книг. Она возобновила ходатайство о предоставлении убежища во избежание принудительного брака, хотя в программе Zembla некоторые родственники подобное отрицали. После заявления об отставке появилась новость, что министр Рита Вердонк лишит её гражданства, руководствуясь фактом расследования, в результате которого гражданство признавалось неустановленным, но данный шаг был переопределён по решению парламента.
После продолжительной и эмоциональной дискуссии в парламенте, все основные партии поддержали предложение по запросу министра изучить особые обстоятельства в случае Хирси Али. Хотя Вердонк по-прежнему была убеждена, что действующее законодательство не выходило из своих рамок для рассмотрения подобного обстоятельства, но она всё же решила принять это предложение. В ходе обсуждения она отметила, что Айаан всё ещё имеет нидерландское гражданство на период пересмотра. Хирси Али было дано шесть недель, чтобы отреагировать на доклад до принятия окончательного решения, касающегося её гражданства. Вердонк была подвергнута резкой критике за свои действия в решении данного вопроса.
Реагируя на новость запланированного переезда Хирси Али в США, бывший лидер Народной партии Ганс Вигель заявил, что её отъезд «не будет потерей для партии и потерей для палаты представителей». Он отметил, что Хирси Али была смелой женщиной, но её взгляды были поляризационными. Бывший парламентский лидер Народной партии Йозиас ван Артсен сказал, что «её уход из палаты представителей болезненный для всего общества и для политики в целом». Другой представитель Народной партии, Биби де Вриз, сообщила, что если что-то случится с Хирси Али, то её «кровь будет на руках» некоторых членов партии.
Заместитель госсекретаря США Роберт Зеллик заявил в мае 2006 года, что «мы признаём, что она очень смелая и впечатляющая женщина, мы будем рады её приветствовать в США».
23 мая 2006 года Айаан Хирси предоставила для New York Times несколько писем, которые должны были раскрыть факты о её заявлении о предоставлении убежища в 1992 году. В одном из писем сестра Хавейя предупредила её, что клан организовал поиски после её побега, а в другом письме отец подверг её осуждению.
Кристофер Демут, директор Американского института предпринимательства, отметил, что полемика вокруг гражданства не повлияет на встречу. Он добавил, что её ждут с нетерпением, «приветствуя появление как в институте предпринимательства, так и в Америке».
27 июня 2006 года правительство Нидерландов объявило, что гражданство Хирси Али будет сохранено. В этот же день было раскрыто письмо, в котором она выражает сожаление, что дезинформировала министра Вердонк. В дополнение к своему нидерландскому паспорту Хирси Али сохранила и вид на жительство, исходя из факта статуса политического беженца. По словам министра это решение не могло быть повёрнуто вспять, так как с момента его принятия прошло более 12 лет. К тому же, после процесса Хирси Али было разрешено сохранить своё имя в соответствии с нидерландскими иммиграционными правилами. Дедушка Айаан использовал фамилию Али до 1930-х годов, затем сменил её на Маган в соответствии с фамилией уже своего отца и деда. Тот факт, что дед Хирси Али родился в 1845 году, осложнил расследование.
27 июня 2006 года, но уже после объявления правительства, Хирси Али через своего адвоката и в телевизионных интервью заявила, что она подписала заявление об отставке, подготовленном в министерстве юстиции, под принуждением. Она чувствовала, что вынуждена была это сделать, чтобы сохранить свой паспорт, но она не хотела усложнять ситуацию с отложенной визой США.
На специальной парламентской сессии 28 июня 2006 года была поднята тема гражданства Хирси Али. Последующие политические волнения 29 июня в конечном итоге привели к отставке всего второго кабинета Балкененде.

### Автобиографии
Хирси Али является автором двух автобиографий, опубликованных впервые на нидерландском языке в 2006 году и на английском в 2010 году, соответственно.
Её первая автобиография «Неверная» (англ.  Infidel) была опубликована на английском языке в 2007 году. В обзоре Американского института предпринимательства сотрудник Джошуа Муравчик описал книгу как «просто великое литературное произведение», сравнив её с произведениями романиста Джозефа Конрада.
В 2012 году издательство Рипол-классик напечатало первую книгу Айаан «Неверная» на русском языке.
В своей второй автобиографии «Кочевник» (2010 год, на английском языке) Хирси Али писала, что в начале 2006 года Рита Вердонк обратилась к ней с просьбой общественной поддержки на выборах лидера Народной партии (VVD). Но так как Хирси Али собиралась поддержать соперника Вердонк, Марка Рютте, то данная позиция пошла вразрез интересам Вердонк. После программы Zembla TV 2006 года Вердонк начала кампанию против Айаан в отместку за её нежелание оказывать поддержку.

### Жизнь в США
В 2006 году Хирси Али заняла должность в Американском институте предпринимательства в Вашингтоне, округ Колумбия, но так как правительство Нидерландов по-прежнему обеспечивало её безопасность, то это требовало дополнительных затрат и усилий.
Её общественный статус и занимаемые позиции продолжали быть в центре споров. Так, 17 апреля 2007 года мусульманская община в Джонстауне, штат Пенсильвания, протестовала против запланированной лекции Хирси Али в местном кампусе университета Питтсбурга. Местный имам Фуад-эль-Бейли сообщил, что оклеветавший веру должен быть предан суду и достоин смертного приговора.
25 сентября 2007 года Хирси Али получила грин-карту. В октябре 2007 года она вернулась в Нидерланды, продолжив работу института предпринимательства с тайного адреса в Нидерландах. Министр юстиции Нидерландов Хирш Баллин сообщил, что по состоянию на 1 октября 2007 года правительство больше не будет платить за обеспечение её безопасности за границей. В этом же году она отклонила предложение о проживании в Дании, сказав, что она намерена вернуться в США.
В начале 2014 года в университете Брандейса, штат Массачусетс, было объявлено, что Хирси Али приглашается на церемонию получения почётного звания. Но в начале апреля, после рассмотрения заявления, из-за противодействия со стороны Совета по американо-исламским отношениям (CAIR) и лоббирования со стороны Джозефа Ламбарда, руководителя отдела исламоведения, других членов профессорско-преподавательского состава и нескольких студенческих групп, университет отменил своё предложение. Президент университета Фредерик Лоуренс заявил, что «некоторые из прошлых заявлений» были несовместимы с «основными ценностями» университета. Были мнения «за» и «против» этого решения, в целом университет высказался за продолжение диалога в будущем.
Отмена решения университета породила массу споров. Так, The Economist отметил, что «массовое осуждение» Хирси Али «существующих религий просто не делается в американской политике», что «явный консенсус в Америке экуменический и про-религиозный».
Официальный представитель Брандейского университета заявил, что Али не была приглашена для выступления на церемонии открытия, а приглашена лишь для того, чтобы получить степень почётного лауреата. В связи с этим Хирси Али выразила возмущение поведением университета и отметила в письме к Совету по американо-исламским отношениям, что её личность и работа были искажены, учитывая тот факт, что все данные доступны в интернете. Она написала, что «дух свободного выражения» был предан и подавлен. Разброс мнений был достаточно выраженным. Так, Абдулла Антепли, священнослужитель и адъюнкт факультета исламистских исследований при университете Дьюка, похвалил решение Брандейса и предостерёг процесс превращения «отщепенцев в героев». Джерри Койн из университета Чикаго и Дэвид Бернштейн, профессор права в университете Джорджа Мейсона, подвергли критике решение университета Брандейса как нападки на академические ценности свободы познания и интеллектуальной независимости. Лоуренс Дж. Хаас, бывший директор по связям с общественностью и пресс-секретарь вице-президента Альберта Гора, опубликовал открытое письмо, в котором говорилось, что Лоуренс, президент Брандейса, «уступил политкорректности и интересу группового давления, постановив, что ислам выходит за рамки законного запроса <…> такое решение особенно ужасно для президента университета, кампус является именно тем местом, чтобы поощрять свободную дискуссию даже в спорных вопросах».

## Социальные и политические взгляды
После присоединения к Народной партии в 2002 году Хирси Али сочетала в себе «классические либеральные» взгляды на экономику, внешнюю политику, преступность и иммиграцию с либеральной социальной позицией по наркотикам, абортам и гомосексуальности. Она говорила, что восхищается Фрицем Болкестейном, бывшим еврокомиссаром и идейным лидером партии, тот, в свою очередь, оказывал ей всякую поддержку и был партийным наставником.
Она отмечала, что её личные взгляды сформировались при переходе от ислама к атеизму. Хирси Али критична по отношению к исламу, особенно к трудам его пророка Мухаммеда и культурному положению женщин во многих исламских государствах.

### Ислам
Хирси Али подвергла критике отношение к женщинам в исламских обществах и наказания, требуемые консервативными исламскими учёными за гомосексуализм и прелюбодеяния. Она ассоциировала себя с исламом до 28 мая 2002 года, пока не решила, что стала атеисткой в результате прочтения Атеистического манифеста.
Нападки Хирси Али на ислам возросли после переезда из Нидерландов в США, The Economist характеризует их как широкие мазки осуждения всей религии и её последователей, отметив, что «характеризуя всю религию в этом случае, считается, что она полностью выходит за рамки приличия в образованном американском обществе».
В интервью London Evening Standard в 2007 году Хирси Али характеризует ислам как «новый фашизм»:
Также, как нацизм начинался с видения Гитлера, исламское видение халифата — общество управляемое по законам шариата, в котором женщины, имеющие отношения до брака забиваются камнями до смерти, гомосексуалистов избивают, а таких отступников, как я, убивают. Законы шариата враждебны к либеральной демократии как нацизм. <…> Насилие является неотъемлемой частью ислама — это деструктивный, нигилистический культ смерти. Он узаконивает убийство.
В статье, опубликованной в журнале Reason в 2007 году, она говорит, что «ислам должен быть побеждён», что «мы находимся в состоянии войны с исламом». Она сказала: «Ислам и точка. После своего поражения он сможет превратиться в нечто мирное. Но в настоящее время об этом трудно говорить. Они не заинтересованы в мире».

#### Обрезание
Хирси Али выступает как против женского обрезания, так и против практики мужского, как это делается у мусульман и евреев, к тому же подобное обрезание у младенцев практикуется в США. Она отмечает, что во многих случаях девочки теряют больше ткани, чем мальчики, и считает, что та или иная практика обрезания наносит увечья и к тому же выполняется без согласия лица, в отношении которого совершается подобный ритуал.
Во время работы в парламенте Нидерландов она предложила обязательные ежегодные осмотры для всех необрезанных девочек, живущих в Нидерландах, которые прибыли из стран, где практикуется обрезание. Она предложила, что если врач обнаружит факт обрезания у нидерландской девочки, то потребовалось бы вмешательство полиции для защиты личной жизни ребёнка. Критика её решения базировалась на том, что большинство мусульманских иммигрантов прибыли из Турции и Марокко, где отсутствует практика женского обрезания.

### Свобода слова
На лекции 2006 года в Берлине она поддержала право на осуждение в связи с карикатурным скандалом в Дании. Она осудила журналистов газет и телевизионных каналов, которые не показывают своим читателям карикатуры, как придерживающихся «посредственных взглядов». Она высоко оценила европейских издателей, которые занимаются публикацией карикатур и не боятся того, что она называет «жёсткой линией исламистского движения».

## Личная жизнь
Хирси Али замужем за британским историком и общественным обозревателем Нилом Фергюсоном. Их сын Томас родился в декабре 2011 года.

## Комментарий
1. ↑  англ. Ayaan Hirsi Magan Isse Guleid Ali Wai’ays Muhammad Ali Umar Osman Mahamud; сомал. Ayaan Xirsi Cali; араб. أيان حرسي علي‎ / Ayān Ḥirsī ‘Alī‎